# Telenomus clisiocampae
Telenomus clisiocampae är en stekelart som beskrevs av Riley 1893. Telenomus clisiocampae ingår i släktet Telenomus och familjen Scelionidae. Inga underarter finns listade i Catalogue of Life.